# براندا مایمون
برندا مایمون (متولد ۴ ژوئن ۱۹۸۵) ورزشکار زن والیبال نشسته آمریکایی است او در سال ۲۰۰۴ تا ۲۰۱۲ عضو تیم ملی والیبال نشسته بانوان آمریکا بود.
او در سال ۲۰۰۴ مدال برنز و در سال‌های ۲۰۰۸ و ۲۰۱۲ مدال نقره پارالمپیک را کسب کرد.